# Balima
Pour les articles homonymes, voir Balima (homonymie).
 (janvier 2023).
Si vous disposez d'ouvrages ou d'articles de référence ou si vous connaissez des sites web de qualité traitant du thème abordé ici, merci de compléter l'article en donnant les références utiles à sa vérifiabilité et en les liant à la section « Notes et références ».
La Société Immobilière Balima ou Balima est une entreprise marocaine spécialisée dans l'hôtellerie et l'immobilier locatif.  Fondée en 1928, elle est introduite en bourse en 1946 mais reste longtemps discrète. 
La société détient plusieurs milliers de m2 dans la ville de Rabat ainsi que le célèbre Hôtel Balima.
Son siège est basé à Rabat. 

## Présentation
L'entreprise est fondée sous le protectorat par plusieurs familles françaises.
Son nom est la contraction des deux premières lettres des patronymes des trois associés, en l’occurrence Hubert Bardy, André Liorel et Louis Mathias (BA-LI-MA).
La société immobilière Balima se lance dans la construction de plusieurs immeubles. 
L'entreprise est introduite en Bourse en 1946 mais elle reste longtemps très discrète. 
En 2013, le patrimoine de Balima représente une surface construite cumulée d’environ 76 000 m2 dont la majorité est située au centre-ville de Rabat sur des axes majeurs.
En janvier 2019, pour la première fois en un siècle, sa directrice, Madame Jacqueline Mathias, donne une longue interview au journal Medias24 . 